# Rote Sternrenette
Die Rote Sternrenette ist eine alte Sorte des Kulturapfels. Sie wird im Streuobst angebaut und für erhaltenswert angesehen. Synonyme sind: 'Calville Etoilée', 'Pomme de Coeur', 'Herzapfel', 'Rote Herbstrenette' und 'Weihnachtsapfel'.
Der dunkelrot gefärbte Apfel galt früher als „der klassische Weihnachtsapfel“ und war sehr weit verbreitet. Die Rote Sternrenette ist bis heute in den meisten größeren Baumschulen erhältlich.
Das Kennzeichen des Apfels sind sternförmige prägnante rostartige Lentizellen auf der meist dunkelroten Fruchtschale.

## Kultur und Ernte
Als Hochstamm wächst der Baum kräftig; durch den starken Wuchs sind die Anfangserträge relativ gering und setzen spät ein (ab dem 10. bis 12. Jahr nach der Pflanzung). Im Vollertrag ist der Behang zufriedenstellend bis gut.
Mit seiner hochkugeligen, robusten Krone wirkt der Hochstamm landschaftsprägend. Beim Obstbaumschnitt wird der Hochstamm auf eine breit-pyramidale Form erzogen.

### Blütezeit
Die Blüte setzt spät ein und ist lang anhaltend. Durch die späte Blüte kann es zu fehlendem Bestäuben und damit zu schwankenden Erträgen kommen. Da sich die Blüten bevorzugt am langen Fruchtholz bilden, empfiehlt es sich beim Baumschnitt, das Fruchtholz lang zu lassen.
Gute Befruchtersorten sind Ontario, Champagner Renette, Cox, Gloster, Grahams Jubiläum, Baumanns Renette, James Grieve, Landsberger Renette und Weißer Klarapfel.
Es wird auch berichtet, dass ältere Bäume nur an einer Seite blühen würden.

### Frucht
Die Äpfel sind mittelgroß, etwa 115 g schwer, rundlich und wachsen besonders ebenmäßig. Die Schale ist glatt, trocken, zäh und von der Farbe purpur, scharlachrot bis dunkelrot verwaschen. Typisch sind die zahlreichen auffälligen Schalenpunkte als Roststernchen oder Dreiecke, teils hell umhöft, Die Frucht ist oft fein hellbläulich bereift.
Das Fruchtfleisch ist gelblichweiß, unter der Schale oft rötlich wie Leitbündel, mittelfest, nur mäßig saftig, süßsäuerlich, etwas parfümiert, schwach aromatisch.

#### Ernte und Lagerung
Die Früchte hängen nicht sehr windfest, so dass bei Herbststürmen ein Vorerntefruchtfall zu beobachten ist. Glücklicherweise ist das Fallobst relativ unempfindlich und fault kaum.
Pflückreife ist etwa ab Anfang September. Der Apfel reift dann noch nach und ist bis etwa Mitte Januar lagerfähig, bevor er mehlig wird.
Die Früchte dieser Sorte eignen sich zum Frischverzehr und für Saft. Traditionell wurden sie aufgrund ihres ansprechenden Äußeren oft als rot polierter Weihnachtsapfel verwendet. Weniger geeignet ist die Sorte zur Musherstellung, da dieses eine bräunliche Farbe annimmt.

### Ansprüche
Der Baum bevorzugt tiefgründige, feuchte Böden und luftfeuchte Lagen. Aufgrund seiner Gesundheit und Wüchsigkeit eignet er sich gut für Streuobstflächen.
Er ist widerstandsfähig gegen Krankheiten und Frost. Lediglich Stippe und Apfelwickler können Probleme bereiten.

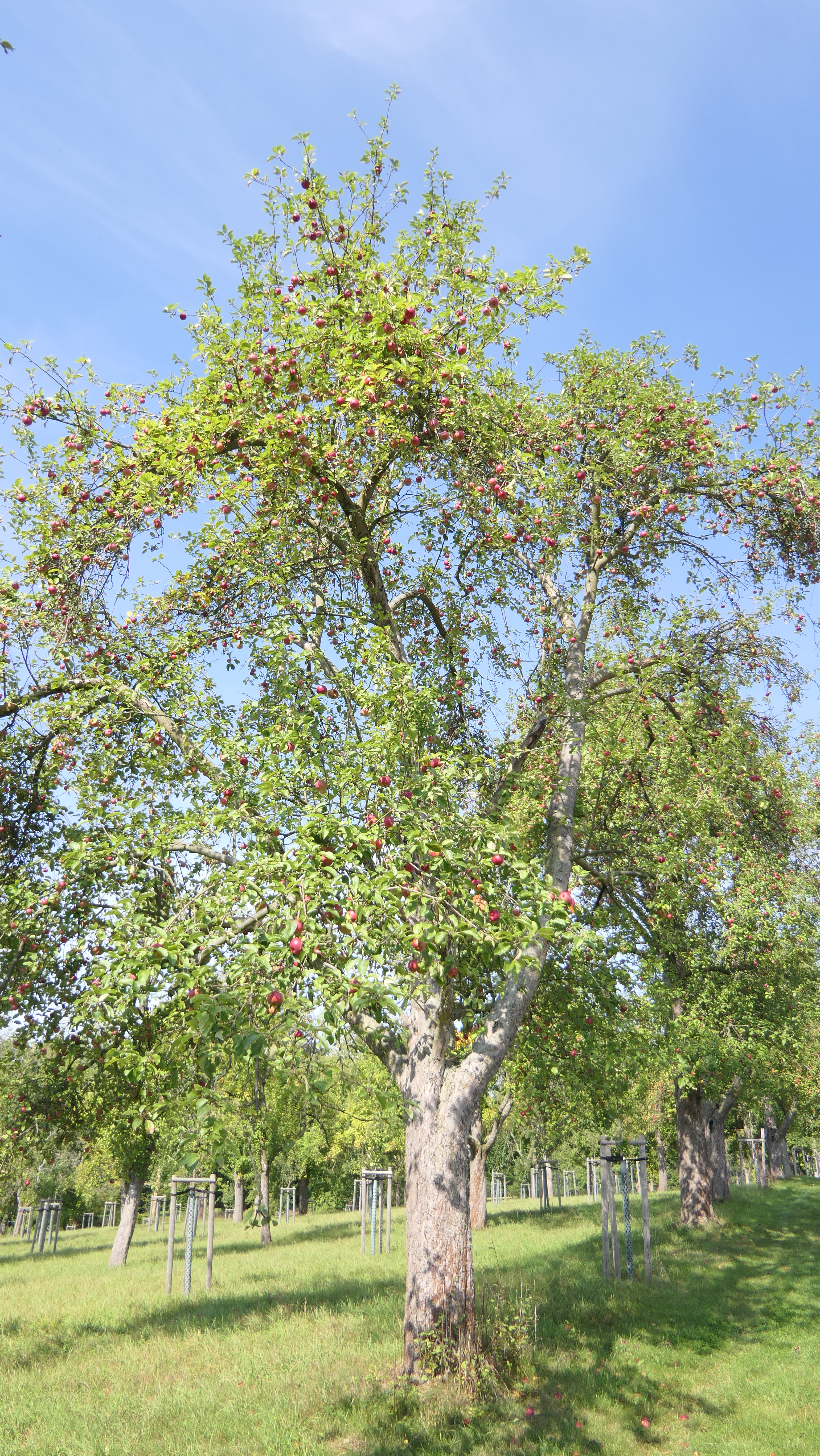
Alter Baum
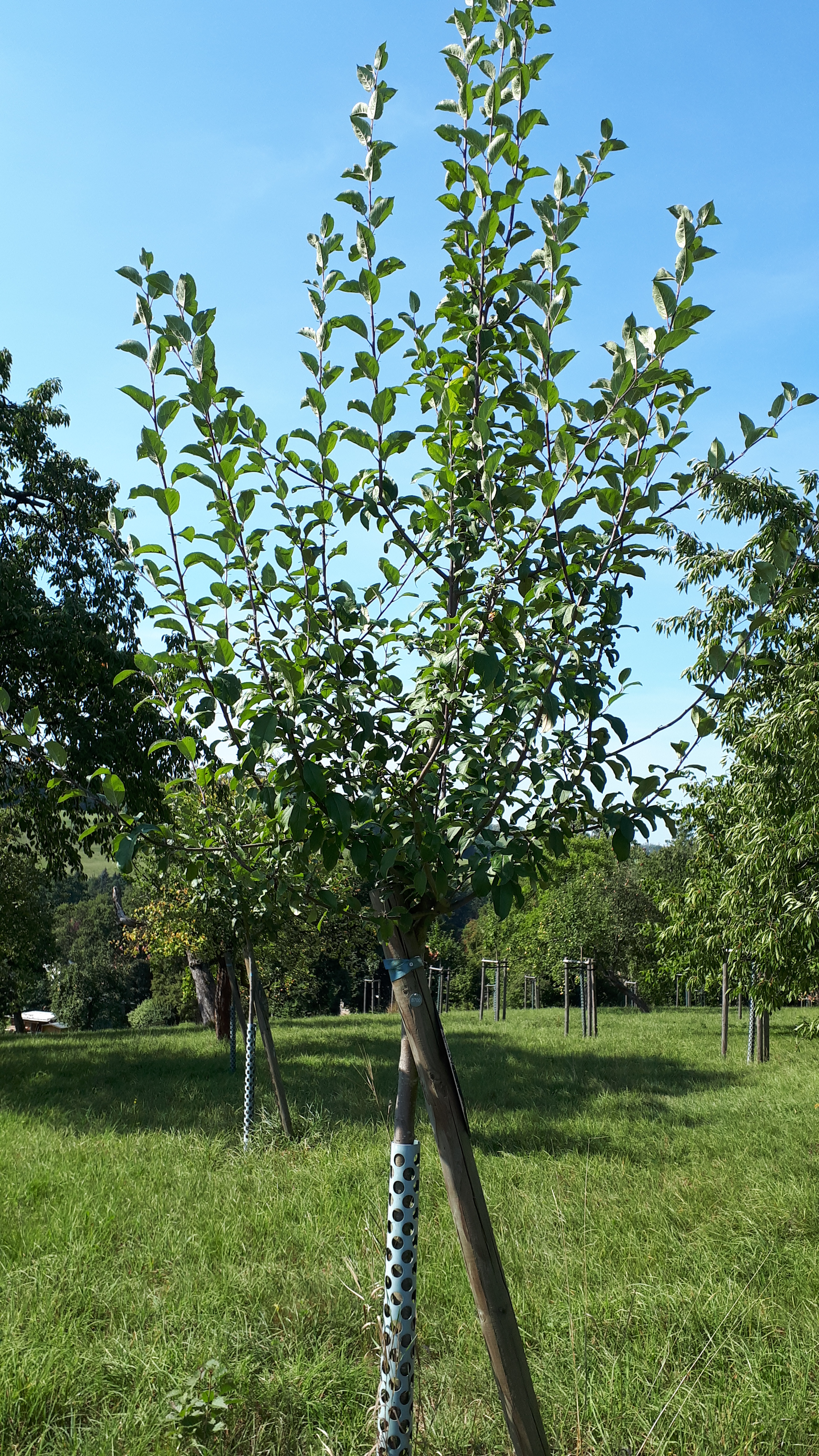
Neupflanzung (2016)
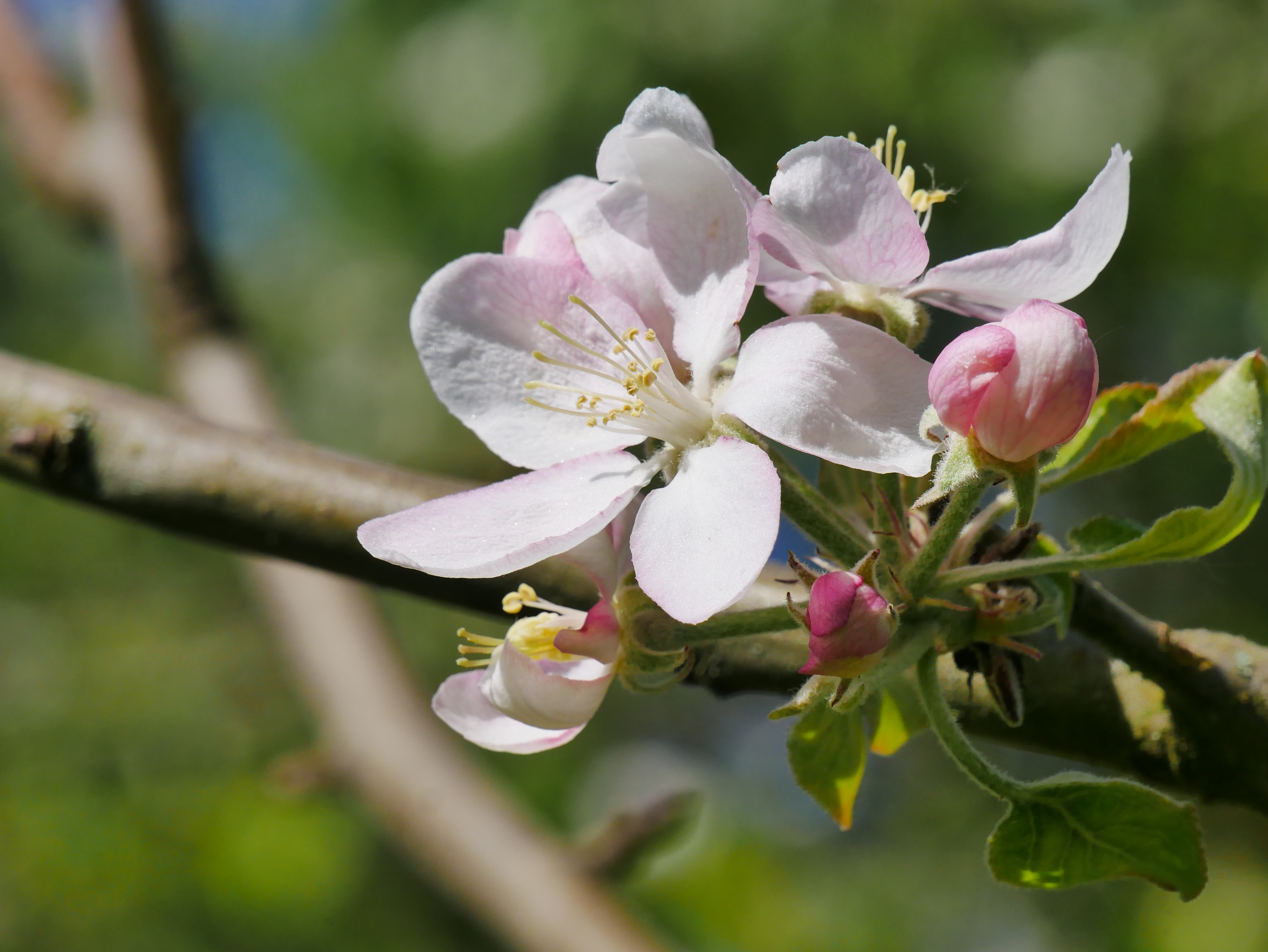
Knospen und Blüten
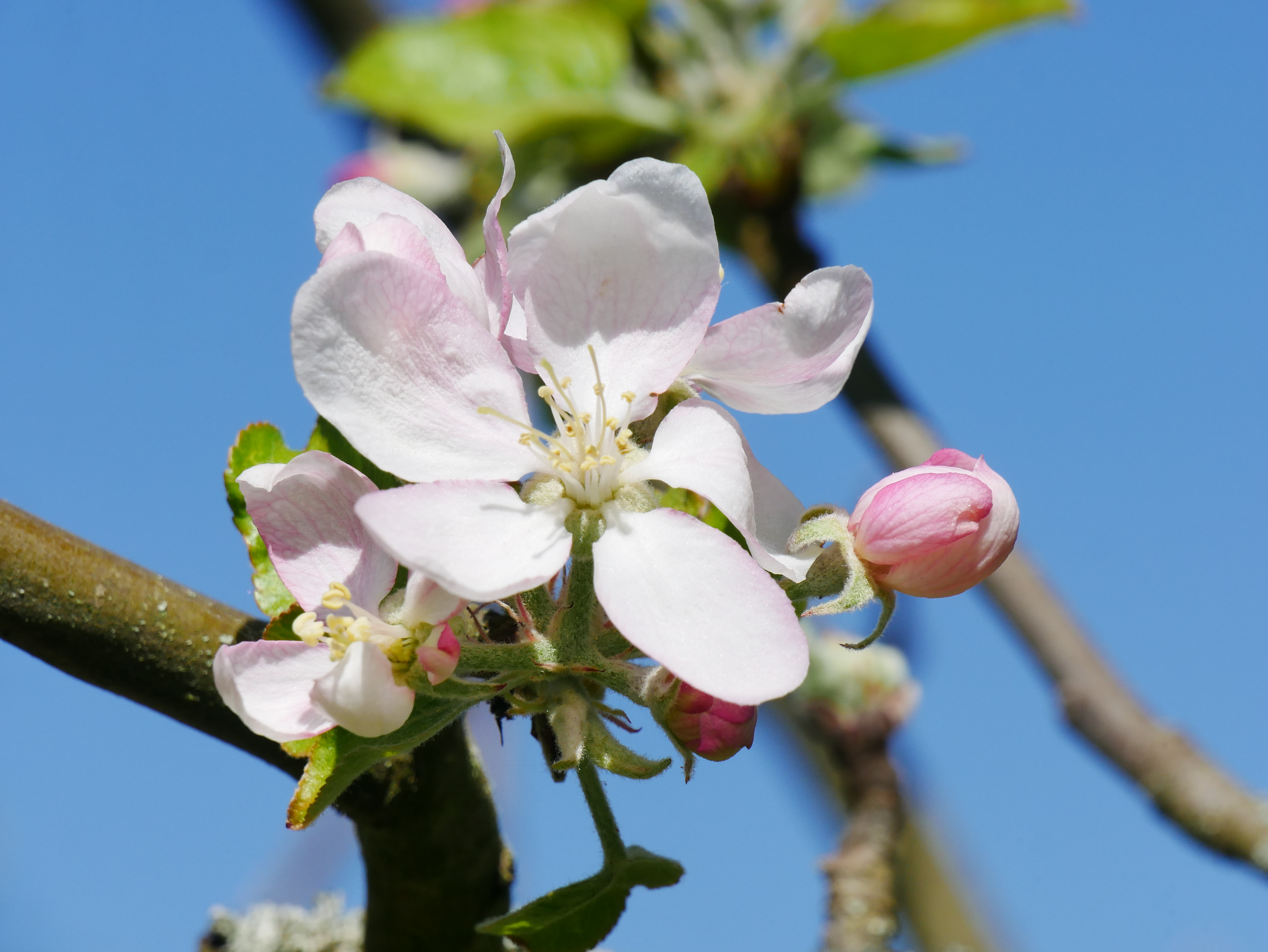
Einzelblüte
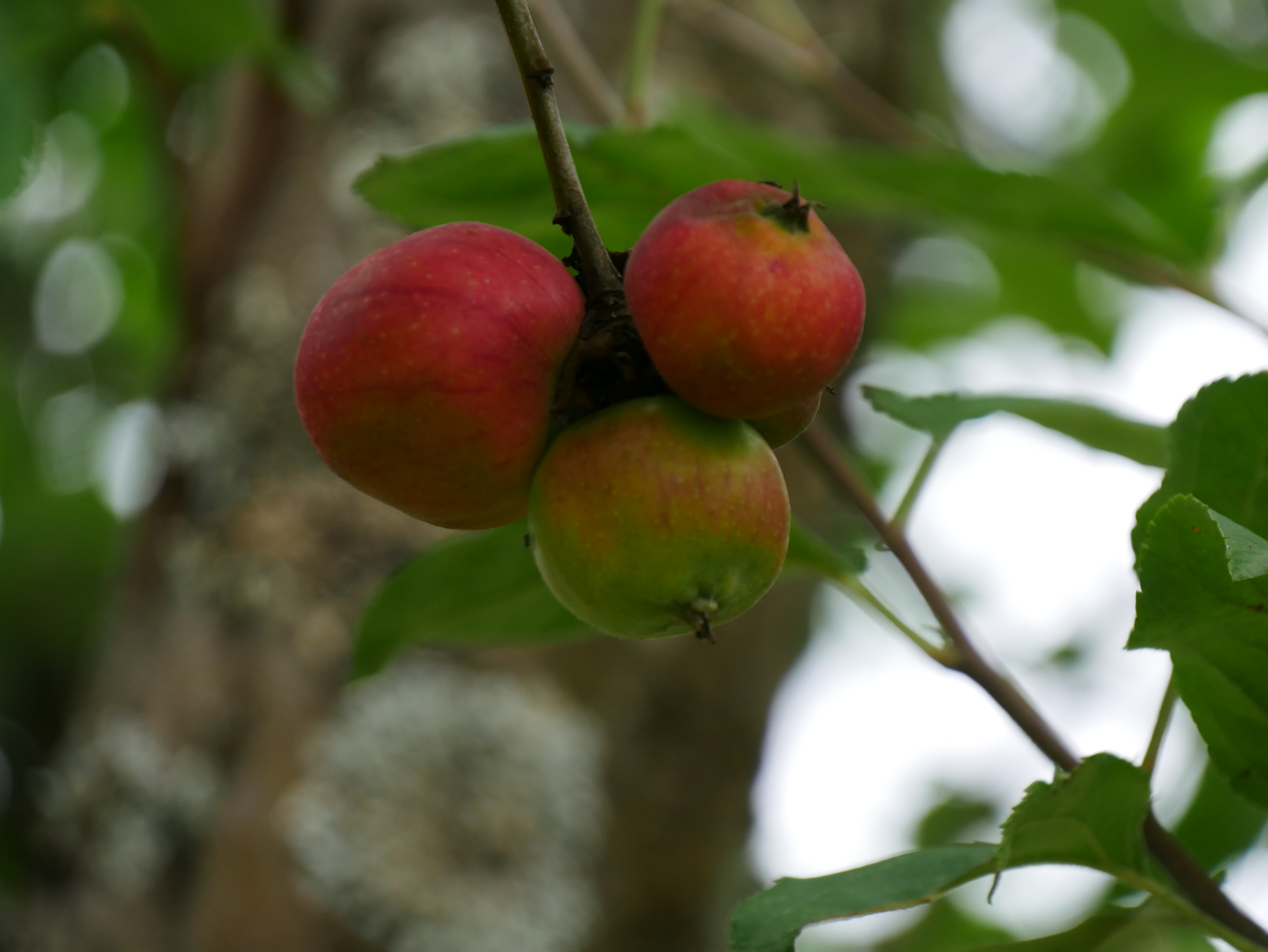
Früchte am Baum
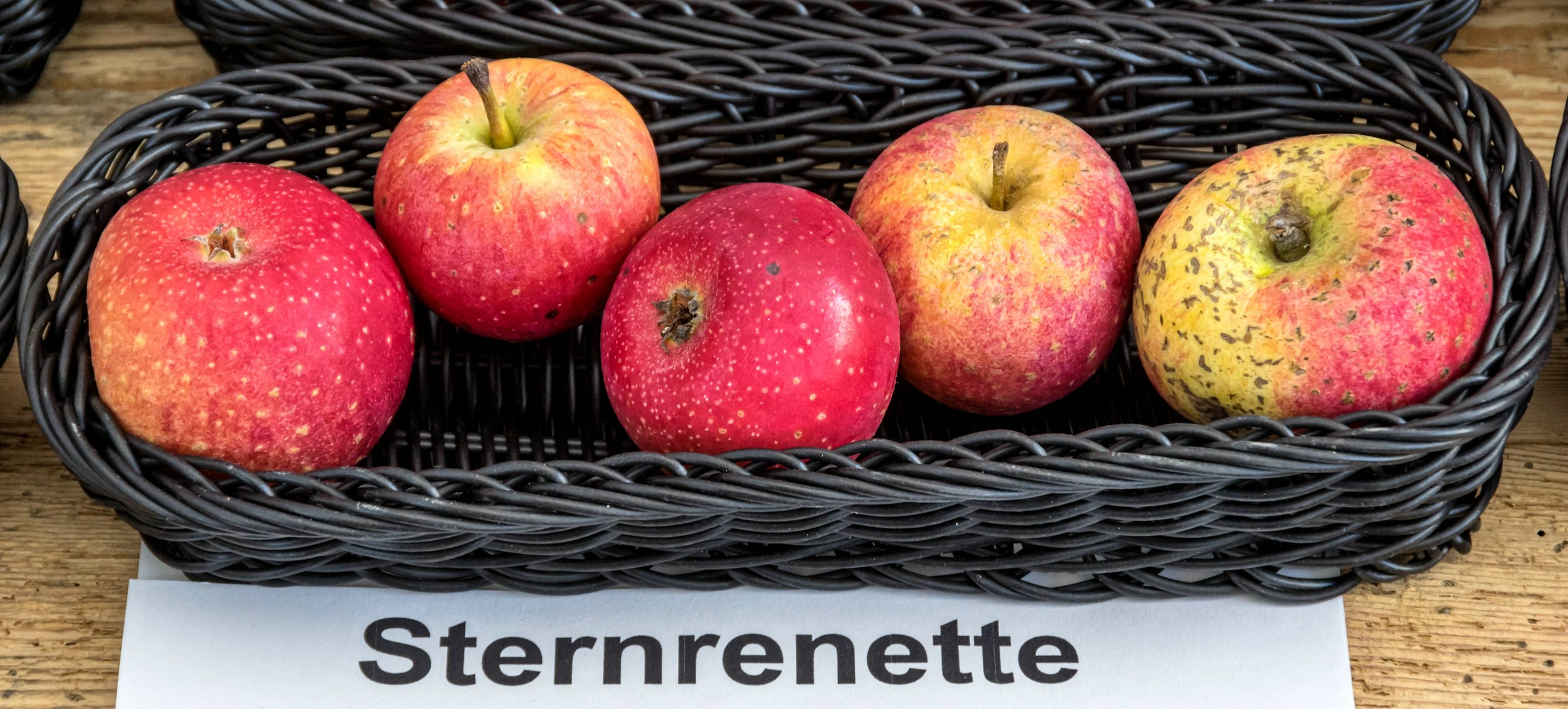
Früchte
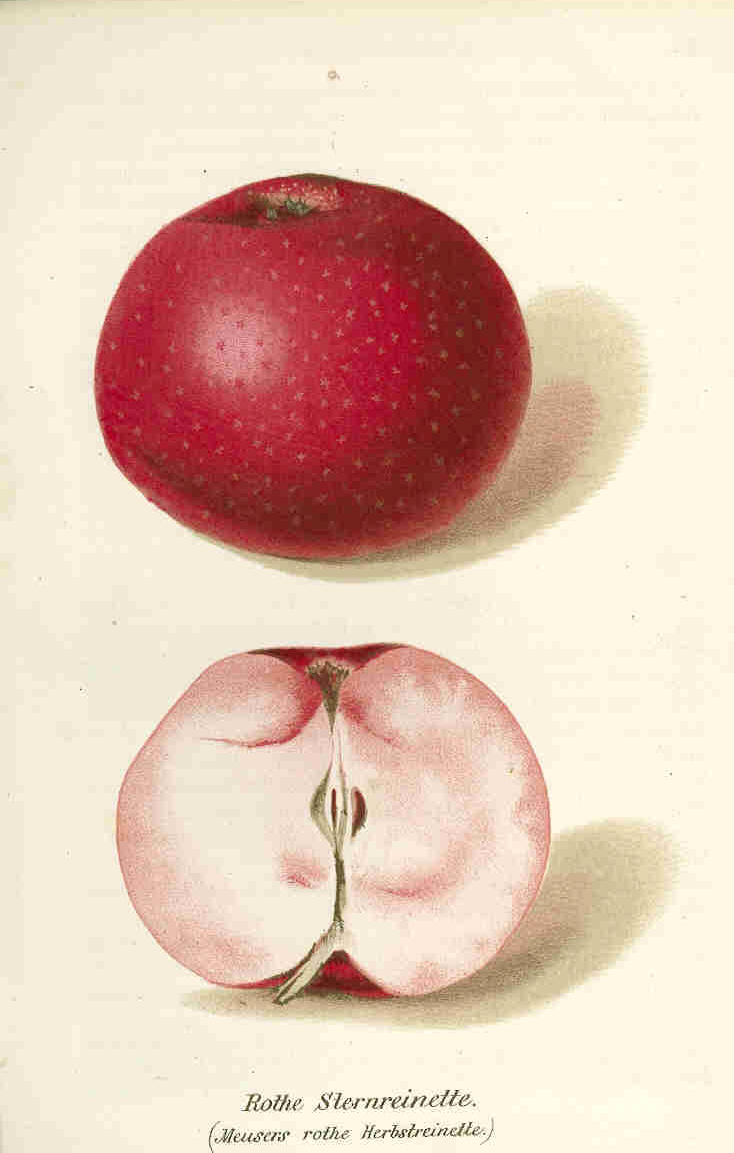
Pom.Mon.Hefte 1868

## Besondere Erwähnungen
Die Rote Sternrenette war die Streuobstsorte des Jahres:
- im Jahr 2000 beim Verband der Gartenbauvereine Saarland/Pfalz
- im Jahr 2001 beim Landesverband für Obstbau, Garten und Landschaft Baden-Württemberg[6]
- Im Jahr 2004 bei der Rhöner Apfelinitiative[7]

## Geschichte
Die Sorte ist wahrscheinlich in der Umgebung von Maastricht entstanden. 1830 wurde sie erstmals beschrieben. Zunächst war die Sorte am Niederrhein verbreitet.